# Klaus Raschzok
Klaus Raschzok (* 3. April 1954 in Nürnberg) ist deutscher evangelisch-lutherischer Pfarrer und Theologe und Professor für Praktische Theologie in Jena und Neuendettelsau.

## Leben
Raschzok machte 1973 sein Abitur am Johannes-Scharrer-Gymnasium in Nürnberg. Er studierte an der Friedrich-Alexander-Universität Erlangen-Nürnberg von 1973 bis 1979 Evangelische Theologie, christliche Archäologie und Kunstgeschichte. Er war von 1981 bis 1984 wissenschaftlicher Assistent bei Richard Riess, der den Lehrstuhl für Praktische Theologie an der Augustana-Hochschule innehatte. 1984 erfolgte an der Universität Erlangen die Promotion, 1991 die Habilitation in der Praktischen Theologie. Er hatte von 1997 bis 2003 den Lehrstuhl für Praktische Theologie an der Friedrich-Schiller-Universität Jena inne. Von 2003 bis 2020 war er Lehrstuhlinhaber für Praktische Theologie an der Augustana-Hochschule Neuendettelsau.
Raschzok war von 1979 bis 1981 Vikar in Erlangen, von 1984 bis 1991 Pfarrer in Zusmarshausen bei Augsburg, von 1991 bis 1997 Dekan in Nördlingen.
Von 2006 bis 2008 amtierte Raschzok als Rektor der Augustana-Hochschule. Zur gleichen Zeit gründete er mit Manfred Seitz das Institut für evangelische Aszetik an der dortigen Hochschule und wurde dessen Direktor. Er ist Herausgeber der Zeitschrift Kirche + Kunst sowie Mitherausgeber der Zeitschriften Verkündigung und Forschung und Liturgie und Kultur.

## Veröffentlichungen (Auswahl)
- Lutherischer Kirchenbau und Kirchenraum im Zeitalter des Absolutismus. Dargestellt am Beispiel des Markgraftums Brandenburg-Ansbach 1672-1791. Lang, Frankfurt/Bern/New York/Paris 1988.
- Christuserfahrung und künstlerische Existenz. Praktisch-Theologische Studien zum christomorphen Künstlerselbstbildnis. Lang, Frankfurt/Bern/New York/Paris/Wien 1999 (Habilitation von 1991).
- Predigt als Leseakt. Essays zur homiletischen Theoriebildung, Leipzig 2014
- Traditionskontinuität und Erneuerung. Praktisch‐theologische Einsichten zu Kirchenraum und Gottesdienst, herausgegeben von Hanns Kerner und Konrad Müller, Leipzig 2014
- Lutherische liturgische Identität. Zur Phänomenologie des liturgisch-räumlichen Erlebens, Leipzig 2020

## Als Herausgeber
- mit Hans-Peter Hübner, Fotos von Gerhard Hagen: Evangelische Friedhöfe in Bayern. Franz Schiermeier Verlag, München 2021, ISBN 978-3-948974-04-6.